# Jon Hurwitz
Jonathan Benjamin Hurwitz (Byram Township, 1977. november 15. –) amerikai filmrendező, forgatókönyvíró és producer.
Hayden Schlossberggel és Josh Healddel közösen alkotta meg a Cobra Kai című televíziós sorozatot, melynek showrunnerei, forgatókönyvírói és és rendezői is egyben.
Közreműködött a Kalandférgek-filmek elkészítésében, továbbá Schlossberggel együtt az Amerikai pite: A találkozó (2012) című filmvígjáték írója és rendezője is volt.

## Filmográfia

### Film
| Év   | Magyar cím                        | Eredeti cím                               | Feladatkör | Feladatkör | Feladatkör | Megjegyzések                                      |
| Év   | Magyar cím                        | Eredeti cím                               | Rendező    | Író        | Producer   | Megjegyzések                                      |
| ---- | --------------------------------- | ----------------------------------------- | ---------- | ---------- | ---------- | ------------------------------------------------- |
| 2004 | Kalandférgek                      | Harold & Kumar Go to White Castle         | Nem        | Igen       | Nem        | társíró: Hayden Schlossberg                       |
| 2008 | Kalandférgek 2. – Öbölből vödörbe | Harold & Kumar Escape from Guantanamo Bay | Igen       | Igen       | Koproducer | társíró: Hayden Schlossberg                       |
| 2008 |                                   | Harold & Kumar Go to Amsterdam            | Igen       | Igen       | Nem        | rövidfilm társrendező és -író: Hayden Schlossberg |
| 2011 | Kalandférgek karácsonya           | A Very Harold & Kumar Christmas           | Nem        | Igen       | Koproducer | társíró: Hayden Schlossberg                       |
| 2012 | Amerikai pite: A találkozó        | American Reunion                          | Igen       | Igen       | Nem        | társrendező és -író: Hayden Schlossberg           |
| 2018 | Szűzőrség                         | Blockers                                  | Nem        | Nem        | Igen       | társproducer: Hayden Schlossberg                  |
| 2021 |                                   | Plan B                                    | Nem        | Nem        | Igen       | társproducer: Josh Heald és Hayden Schlossberg    |

### Televízió
| Év    | Magyar cím | Eredeti cím | Feladatkör | Feladatkör | Feladatkör | Megjegyzések                                              |
| Év    | Magyar cím | Eredeti cím | Rendező    | Író        | Producer   | Megjegyzések                                              |
| ----- | ---------- | ----------- | ---------- | ---------- | ---------- | --------------------------------------------------------- |
| 2018− | Cobra Kai  | Cobra Kai   | Nem        | Igen       | Vezető     | társalkotó Josh Healddel és Hayden Schlossberggel közösen |
| 2023  | Totál KO   | Obliterated | Igen       | Igen       | Igen       | társalkotó Josh Healddel és Hayden Schlossberggel közösen |

## Fordítás
- Ez a szócikk részben vagy egészben  a   Jon Hurwitz című angol Wikipédia-szócikk ezen változatának fordításán alapul.  Az eredeti cikk szerkesztőit annak laptörténete sorolja fel. Ez a jelzés csupán a megfogalmazás eredetét és a szerzői jogokat jelzi, nem szolgál a cikkben szereplő információk forrásmegjelöléseként.